# Topo El Roble
El Topo El Roble (10°23′54″N 67°14′54″O / 10.3983333, -67.2483333) es una formación de montaña ubicada al norte de Las Tejerías y al oeste del parque nacional Macarao, Venezuela. A una altitud de 1616 m s. n. m. el Topo El Roble es una de las montañas más elevadas del municipio Santos Michelena.

## Ubicación
El Topo El Roble colinda hacia el sur con El Cedral y Cujicito al norte de Quebrada Seca y El Consejo. Hacia el este colinda con las comunidades de montaña La Enea y El Jarillo en los alrededores del Cerro El Palmar. Hacia el Oeste con el Topo Cucurucho y la Colonia Tovar. Hacia el norte se continúa con la fila por donde transita la Carretera Junquito-Colonia Tovar en el punto donde hace intersección con la carretera Colonia Tovar-El Jarillo. Más al norte se extiende por la cordillera montañosa que lleva a la bahía Chichiriviche de la Costa.

## Geografía
La vertiente sur del El Roble continúa con el Henri Pittier y acaba en un relieve fuertemente inclinado junto al topo El Zamuro, disectado por una serie de ríos y quebradas que fluyen mayormente en dirección norte a sur y que desembocan en llanuras aluviales más o menos extensas a nivel del sector Cujicito.